# José Nucete Sardi
José Nucete Sardi est l'une des sept paroisses civiles de la municipalité d'Alberto Adriani dans l'État de Mérida au Venezuela. Sa capitale est Los Naranjos.